# Hyalascus attenuatus
Hyalascus attenuatus är en svampdjursart som beskrevs av Okada 1932. Hyalascus attenuatus ingår i släktet Hyalascus och familjen Rossellidae.
Artens utbredningsområde är havet kring Japan. Inga underarter finns listade i Catalogue of Life.